# Rež (město)
Rež (rusky Реж) je město ve Sverdlovské oblasti Ruské federace. Při sčítání lidu v roce 2010 mělo bezmála čtyřicet tisíc obyvatel.

## Poloha
Rež leží na stejnojmenné řece, přítoku Nicy v povodí Obu, východně od Středního Uralu a přibližně osmdesát kilometrů severovýchodně od Jekatěrinburgu, správního střediska oblasti.

## Dějiny
Rež byl založen v roce 1773 s výstavbou železáren. Od roku 1943 je městem.